# Stary Ochędzyn
Stary Ochędzyn – wieś w Polsce, położona w województwie łódzkim, w powiecie wieruszowskim, w gminie Sokolniki. Przysiółki Srojków i Zajęca. Przez Ochędzyn Stary przepływa rzeka Brzeźnica, obecnie w formie rowu melioracyjnego, która biegnie wzdłuż drogi powiatowej nr 482 w odległości kilkuset metrów a swój początek ma w miejscowości Kopaniny. Zabytkowy kościół drewniany pw. św. Anny, wykazujący pewne cechy typu wieluńskiego, szkoła podstawowa.
Od 1245 do 28 lipca 1794 stanowi własność klasztoru cysterek z Łubnic. W posiadaniu konwentu cysterek w Ołoboku pozostanie aż do kasacji klasztoru. W roku 1250 przeniesiona na prawo niemieckie. W roku 1552 wieś liczyła 13 łanów kmiecych, miała kościół parafialny oraz młyn. W roku 1720 kościół posiadał 3 ołtarze. Według prawa zwyczajowego pleban sokolnicki odprawiał w nim nabożeństwo co trzecią niedzielę. 
W Tabelli Miast, Wsi, Osad Królestwa Polskiego... z r. 1827 wzmiankowany jako wieś Ochędzyń, w województwie kaliskim, obwodzie wieluńskim, powiecie ostrzeszowskim, parafii Sokolniki, wł. rządowa, 64 domy, 438 ludności, 3 mile od miasta obwodowego.
W latach 1975–1998 miejscowość administracyjnie należała do województwa kaliskiego.

## Historia
Z epoki przedhistorycznej obszaru dzisiejszego Ochędzyna zachowały się liczne pamiątki archeologiczne. 
Pierwsze wzmianki, z dokumentów XIII wieku opisane zostały w Słownik geograficzny Królestwa Polskiego oraz w kilku innych opracowaniach historycznych. Historyk Stanisław Karwowski podał wiele faktów o Ochędzynie przy okazji opisywania Konwentu Cysterek w Ołoboku w Rocznikach Towarzystwa Przyjaciół Nauk Poznańskiego.. 
W roku 1250 lokowany na prawie niemieckim. 
Regestra poborowe z lat 1552–1553 wykazują Ochędzyn jako wieś parafialną, później jednak aż do roku 1921 ochędzka świątynia była kościołem filialnym parafii św. Mikołaja w Sokolnikach. 
Stanisław Karwowski opisał także sprawę o wycinanie lasu w Ochędzynie z roku 1638. W roku 1644 tak opisano granicę między Ochędzynem a Chobaninem:

Począwszy od dwóch węgielników cieszęckiego i chobańskiego przy drodze z Ochędzina do Cieszęcina idącej ciągnie się ściana między temiż dziedzinami, 53 kopcami oznaczona, i kończy się przy drodze Młyńskiej, do Wieruszowa idącej, pod Kesą górą, dzie wysypane trzy węgielniki, jeden chobański albo wieruszowski, drugi ochędzki, trzeci mieleszyński. Od tych zaczyna się ściana między Mieleszynem a Chobaninem czyli Wieruszowem i kopce sypane tak po prawej, jak i po lewej stronie rzeczonej drogi i ciągną się te kopce aż do Prosny, potem tąż rzeką dalej ciągnie się ściana, której brzeg jeden do Wieruszowa, drugi do Mieleszyna ma należeć, i kończy się granica tam, gdzie ściana między Wieruszowem a Opatowem poczyna się.

W roku 1673, w swojej, wiodącej prawdopodobnie przez Ochędzyn, podróży do Wieruszowa umiera najbardziej znany z przeorów Jasnej Góry - Augustyn Kordecki.
W dokumentach Rady Stanu Królestwa Polskiego, pod sygnaturą 380 zachowały się akta procesu o sporny podatek z roku 1826, w którym wieś nawiedziło gradobicie.
20 kwietnia 1863 roku na południowy wschód od wsi miała miejsce potyczka oddziału Franciszka Parczewskiego. Miejsce potyczki upamiętnia pomnik. Parafia św. Anny w Starym Ochędzynie erygowana została w roku 1921. 
W czasie okupacji niemieckiej wieś została przeznaczona pod kolonizację niemiecką. Gospodarzy wraz z rodzinami wypędzono z ich gospodarstw, większość wywożąc na roboty do Niemiec. W ramach Sonderaktion, skierowanej przeciwko polskiej inteligencji, 9 listopada 1939 został osadzony w więzieniu w Radogoszczu k. Łodzi ksiądz Wincenty Śliwiński. Ksiądz Bolesław Kobierski, proboszcz Ochędzyna, został aresztowany 9 października 1941 i wysłany do obozu koncentracyjnego w Dachau.

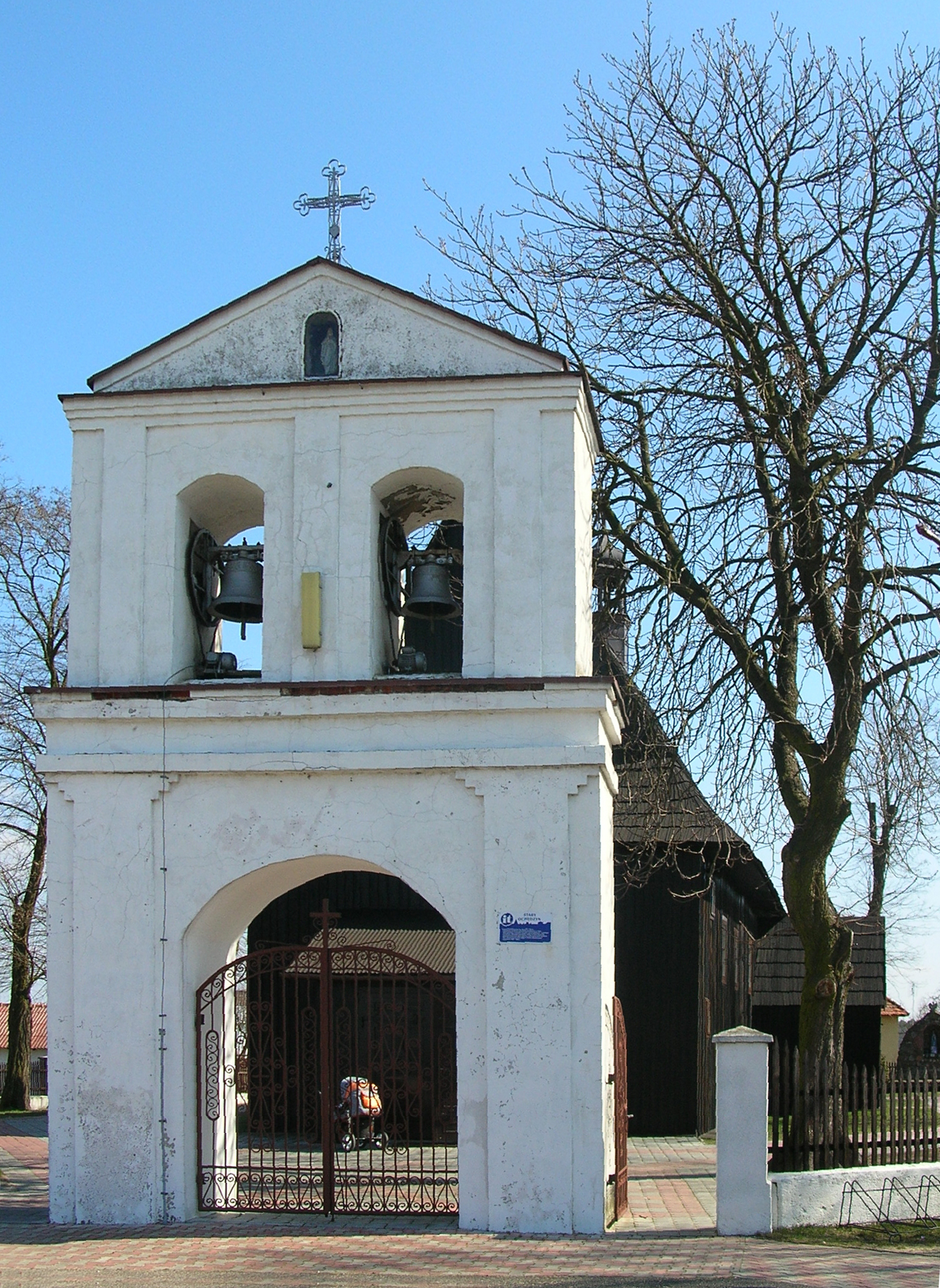
Brama-dzwonnica kościoła pw. św. Anny w Starym Ochędzynie